# KamAZ-7850
KamAZ-7850 est un camion militaire russe produit par KamAZ. Il est le tracteur-érecteur-lanceur et véhicule radar militaire successeur du MZKT pour les ICBM.

## Description
La plateforme "O" comprend le KAMAZ-7850 16x16 avec une capacité de 85 t, le KAMAZ-78509 12x12 avec une capacité de 60 t, le KAMAZ-78504 8x8 pouvant tracter un semi-remorque de 90 t, et le KAMAZ-78508 8x8 pour le transport d'avions. Une de ses tâches sera de transporter le missile RS-24 Yars,,.